# Шванзе
Шва́нзе (Шванзее; нем. Schwansee — «лебединое озеро») — небольшое озеро Алльгойских Альп в Баварии на крайнем юге Германии. Относится к бассейну реки Лех. Располагается посреди бывшего замкового парка Хоэншвангау в горно-лесистой местности на территории общины Швангау, входящей в состав района Восточный Алльгой, в административном округе Швабия.
Площадь Шванзе составляет примерно 20 га. Урез воды в озере находится на высоте 789 м над уровнем моря. Максимальная глубина — 7 метров, достигается в центральной части северо-западной половины акватории.
В озеро впадает три ручья, один из которых — пересыхающий.
На юге Шванзе соседствует с бо́льшим озером Альпзе.
С 1956 года озеро является частью особо охраняемой природной территории «Alpsee, Schwansee und Faulenbacher Tal».